# Anomalophylla dongchuanensis
Anomalophylla dongchuanensis är en skalbaggsart som beskrevs av Ahrens 2005. Anomalophylla dongchuanensis ingår i släktet Anomalophylla och familjen Melolonthidae. Inga underarter finns listade i Catalogue of Life.